# مردی روی ماه
فیلم مردی روی ماه به کارگردانی، نویسندگی اشکان شاپوری و تهیه‌کنندگی محسن گلاب گیرها و رضا سلامی، یک فیلم عاشقانه ساخته سال ۱۳۹۴ است.
در این فیلم سحر قریشی، بهزاد رحیم‌خانی، سیامک اشعریون از جمله بازیگرانی هستند که به ایفای نقش پرداخته‌اند. ساخت موسیقی این فیلم بر عهده ستار اورکی بوده.

## خلاصه داستان
مردی روی ماه داستان عاشقانه پسری به نام آدم و دختری به نام حوا را که در مسافرخانه ای به نام پری دریایی بزرگ می شوند را روایت می کند. این فیلم در طول داستان از دهه ٦٠ تا دهه ٩٠ را به تصویر می کشد.